# Anetia pantheratus
Espèce
Statut de conservation UICN

 NT  : Quasi menacé
Anetia pantheratus est une espèce d'insectes lépidoptères de la famille des Nymphalidae, de la sous-famille des Danainae et du genre Anetia.

## Dénomination
Anetia pantheratus a été décrit par Thomas Martyn (d) en 1797 sous le nom initial de Papilio pantheratus. 

### Noms vernaculaires
Anetia pantheratus se nomme Great King en anglais.

### Sous-espèces
- Anetia pantheratus pantheratus
- Anetia pantheratus clarescens (Hall, 1925)[1].

## Description
Anetia pantheratus est un grand papillon aux ailes antérieures à bord costal bossu, bord externe concave et bord interne droit.
Les ailes sont de couleur jaune orangé ornées de taches marron disposées en plusieurs lignes parallèles au bord externe.

## Distribution
Anetia pantheratus est présent à Cuba, en République dominicaine et à Haïti.

## Protection
Noté NT sur le Red Data Book.